# Wysoczyn (powiat otwocki)
Wysoczyn – wieś sołęcka w Polsce położona w województwie mazowieckim, w powiecie otwockim, w gminie Sobienie-Jeziory.
| SIMC    | Nazwa        | Rodzaj    |
| ------- | ------------ | --------- |
| 0688143 | Kępa Wysocka | część wsi |

Wierni Kościoła rzymskokatolickiego należą do parafii Wszystkich Świętych w Sobieniach-Jeziorach.
Wieś królewska położona była w drugiej połowie XVI wieku w powiecie czerskim  ziemi czerskiej województwa mazowieckiego. W latach 1975–1998 miejscowość należała administracyjnie do województwa siedleckiego.
W graicach Wysoczyna znajduje się dawna wieś Wysoczyn Nowy (do 1921 Błagodatka).